# Oreophilais robertsi
La prinia de Roberts (Oreophilais robertsi) es una especie de ave paseriforme de la familia Cisticolidae endémica de África sudoriental.

## Distribución y hábitat
Se encuentra en las tierra altas orientales de Zimbabue y Mozambique. Su hábitat natural son los bosques montanos húmedos tropicales y las zonas arbustivas húmedas tropicales.